# Alphaflexiviridae
Famille
Genres de rang inférieur
- Voir le texte

Les Alphaflexiviridae sont une famille de virus de l'ordre des Tymovirales, qui compte sept genres et 56 espèces. Ce sont des virus à ARN simple brin à polarité positive (ssRNA), rattachés au groupe IV de la classification Baltimore. Cette famille résulte de la scission en quatre parties (Alpha-, Beta-, Delta- et Gammaflexiviridae)  de l'ancienne famille des Flexiviridae.
Les virions sont des particules filamenteuses d'environ 800 nm de long. De nombreuses espèces d'Alphaflexiviridae n'ont pas de vecteurs biologiques connus.
Les virus de cette famille infectent les plantes mono- et dicotylédones (phytovirus) à l'exception d'une espèce, Sclerotinia sclerotiorum debilitation-associated RNA virus (genre Sclerodarnavirus) qui infecte des champignons phytopathogènes et affaiblit leur virulence.

## Liste des genres
Selon NCBI (22 janvier 2021), la famille des Alphaflexiviridae comprend les genres suivants :
- Allexivirus (12 espèces)
- Botrexvirus (1 espèce)
- Lolavirus (1 espèce)
- Mandarivirus (2 espèces)
- Platypuvirus (1 espèce)
- Potexvirus (38 espèces)
- Sclerodarnavirus (1 espèce)